# Liste des clochers-murs de la Somme
Cet article recense les édifices religieux munis d'un clocher-mur dit clocher à campenard, dans le département de la Somme, en France. 

## Liste par commune
| Commune                 | Edifice                                                          | Notes             | Coordonnées | Photo |
| ----------------------- | ---------------------------------------------------------------- | ----------------- | ----------- | ----- |
| Acheux-en-Vimeu         | chapelle Saint-Martin du hameau de Frireulles                    |                   |             |       |
| Aigneville              | La chapelle Notre-Dame d'Hocquelus                               |                   |             |       |
| Aumont                  | église Saint-Gervais                                             |                   |             |       |
| Authieule               | Ḗglise Saint-Vaast                                               |                   |             |       |
| Béhen                   | Église Saint-Josse de Béhen                                      |                   |             |       |
| Bettencourt-Rivière     | Église Notre-Dame de Rivière                                     |                   |             |       |
| Bettencourt-Saint-Ouen  | Église Saint-Martin de Bettencourt-Saint-Ouen                    |                   |             |       |
| Boismont                | Église Saint-Valery de Boismont                                  |                   |             |       |
| Bouttencourt            | Église Saint-Pierre de Monthières                                |                   |             |       |
| Cahon                   | Église Saint-Pierre-ès-Liens de Cahon                            |                   |             |       |
| Cizancourt              | Église Sainte-Marie-Madeleine de Cizancourt                      |                   |             |       |
| Cocquerel               | Chapelle Saint Julien l'Hospitalier                              |                   |             |       |
| Conty                   | Chapelle du château de Luzières                                  |                   |             |       |
| Coulonvillers           | Église Sainte-Barbe à Hanchy                                     |                   |             |       |
| Épagne-Épagnette        | Chapelle Saint-Michel d'Épagnette                                |                   |             |       |
| Estrées-sur-Noye        | Église Saint-Firmin-le-Confesseur                                |                   |             |       |
| La Faloise              | Église de la Nativité-de-la-Sainte-Vierge                        |                   |             |       |
| Favières                | Chapelle Saint-Corneille du Hamelet                              |                   |             |       |
| Flixecourt              | Église Saint-Léger                                               |                   |             |       |
| Foucaucourt-en-Santerre | Église Saint-Quentin                                             |                   |             |       |
| Grand-Laviers           | Église Saint-Fuscien                                             |                   |             |       |
| Grivesnes               | Chapelle Saint-Aignan de Septoutre                               |                   |             |       |
| Grouches-Luchuel        | église Saint-Martin de Grouches                                  |                   |             |       |
| Grouches-Luchuel        | Chapelle Saint-Saint-Brice de Luchuel                            |                   |             |       |
| Heucourt-Croquoison     | Église Saint-Firmin de Croquoison                                | Inscrit MH (1996) |             |       |
| Hornoy-le-Bourg         | église du village de Boisrault                                   |                   |             |       |
| Hornoy-le-Bourg         | église du village de Gouy-l'Hôpital                              |                   |             |       |
| Huchenneville           | Église Saint-Martin de Villers-sur-Mareuil                       |                   |             |       |
| Lamotte-Brebière        | Église Saint-Léger                                               |                   |             |       |
| Liercourt               | Église Saint-Riquier de Liercourt                                |                   |             |       |
| Machiel                 | Église Saint-Pierre de Machiel                                   |                   |             |       |
| Maisnières              | Église Saint-Saturnin de Harcelaines                             |                   |             |       |
| Maricourt               | Eglise Notre-Dame du Mont Carmel                                 |                   |             |       |
| Maurepas                | Chapelle de la Sainte Famille du hameau de Leforest              |                   |             |       |
| Nampont                 | Église de la Nativité-de-la-Sainte-Vierge de Montigny            |                   |             |       |
| Oneux                   | Église Saint-Claude au Festel                                    |                   |             |       |
| Pont-de-Metz            | Église Saint-Cyr-et-Sainte Julitte                               |                   |             |       |
| Port-le-Grand           | Église Saint-Honoré                                              |                   |             |       |
| Quesnoy-le-Montant      | Chapelle Saint-Martin à Hymmeville                               |                   |             |       |
| Saigneville             | Église Saint-Fuscien                                             |                   |             |       |
| Sentelie                | Chapelle Saint-Lambert                                           |                   |             |       |
| Tours-en-Vimeu          | Chapelle de Longuemort                                           |                   |             |       |
| Treux                   | Église Notre-Dame                                                |                   |             |       |
| Vauchelles-lès-Authie   | Église Saint-Grégoire                                            |                   |             |       |
| Villers-aux-Érables     | Chapelle funéraire de la famille Cadeau d'Acy, près de l'église. |                   |             |       |